# Relaciones Colombia-Filipinas
Las relaciones Colombia-Filipinas se refieren a las relaciones internacionales que existen entre Colombia y las Filipinas.

## Historia
Las relaciones entre Colombia y las Filipinas comenzaron incluso antes de que estos territorios se convirtieran en naciones. Durante un tiempo posterior al establecimiento de los Galeones de Manila, que unían América Latina con Asia, España prohibió el comercio directo entre el Virreinato de Perú, que incluía a Colombia, y el Virreinato de Nueva España, que incluía Filipinas. Sin embargo, el comercio ilegal entre filipinos y colombianos continuó en secreto, ya que las mercancías asiáticas ilegales terminaron en los mercados de Córdoba (Colombia), debido a la colusión entre comerciantes de filipinos, peruanos y colombianos contra las autoridades en España, ya que se establecieron y comerciaron en cada uno. los territorios de otros mientras desafían los límites reales. Incluso antes del establecimiento de la Primera República Filipina, los colombianos han sido fundamentales en la formación de Filipinas. Oficiales latinoamericanos de Gran Colombia se encontraban entre los soldados rebeldes que apoyaban a Andrés Novales, el breve emperador de Filipinas, en su breve revuelta contra España. Además, la primera ganadora del concurso de belleza femenino Miss International, Miss Stella Marquez de Colombia, se casó con el filipino Jorge Araneta (uno de cuyos antepasados era Baltazar de Araneta de México). Relaciones oficiales entre Colombia y Filipinas se estableció en 1959. Actualmente existen fuertes relaciones bilaterales entre las dos naciones.

## Misiones diplomáticas residentes
- Colombia tiene una embajada en Manila.
- Filipinas tiene una embajada en Bogotá.